# Szyfr Beauforta
Szyfr Beauforta – szyfr należący do grupy szyfrów wieloalfabetycznych. Nazwa szyfru pochodzi od nazwiska angielskiego admirała Francisa Beauforta, mimo iż stworzył go nie on, lecz (w 1710 roku) Włoch Giovanni Sestri. Szyfr Beauforta jest bardzo podobny do szyfru Vigenère’a. Stosowane jest w nim podstawienie:
{\displaystyle \phi (a)=(ki-a)\mod n.}
Szyfr Beauforta odwraca kolejność liter w alfabecie, po czym przesuwa je w prawo o {\displaystyle (ki+1)} pozycji. Dowodem jest następujące przekształcenie:
{\displaystyle \phi (a)=[(n-1)-a+(ki+1)]\mod n.}